# Рубанка (Черниговская область)
Ру́банка (укр. Ру́банка) – село, расположенное на территории Дмитровской поселковой общины Нежинского района Черниговской области Украины.
Население составляет 706 жителей (2006 год). Плотность населения — 2 241,27 чел./км²
Впервые упоминается в 1740 году.
Село Рубанка находится в 26 км к югу от центра города Бахмач. Средняя высота населённого пункта — 137 метров над уровнем моря. Село находится в зоне умеренно континентального климата.
Национальный состав представлен преимущественно украинцами, конфессиональный состав — христианами.

## Население
Языковой состав по данным переписи населения Украины 2001 года:
| Язык              | Количество | Процент |
| ----------------- | ---------- | ------- |
| украинский        | 696        | 98.58%  |
| русский           | 8          | 1.14%   |
| белорусский       | 1          | 0.14%   |
| другие/не указали | 1          | 0.14%   |
| Всего             | 706        | 100%    |

## Известные люди
- Рачинский, Александр Константинович — черниговский губернский предводитель дворянства, камергер.
- Дубина, Пётр Прокофьевич — Герой Советского Союза.